# Maël Gouyette
Maël Gouyette, né le 21 mai 1999 à Saint-Brieuc, est un athlète français spécialiste des courses de demi-fond.

## Biographie
En juillet 2023, il termine deuxième du 1 500 m des championnats de France élite à Albi, devancé de 27/100e de seconde par Azeddine Habz. Lors des championnats du monde de course sur route se déroulant en octobre 2023 à Riga, il se classe 4e de l'épreuve du mile en portant le record de France sur route à 3 min 56 s 57.

## Palmarès
| Date | Compétition                               | Lieu | Résultat | Discipline | Temps         |
| ---- | ----------------------------------------- | ---- | -------- | ---------- | ------------- |
| 2023 | Championnats du monde de course sur route | Riga | 4e       | Mile       | 3 min 36 s 57 |

## Records
| Épreuve | Temps         | Lieu      | Date        |
| ------- | ------------- | --------- | ----------- |
| 1 500 m | 3 min 34 s 46 | Marseille | 22 mai 2024 |